# Амбьевиллер
Амбьевилле́р (фр. Ambiévillers) — коммуна во Франции, находится в регионе Франш-Конте. Департамент — Верхняя Сона. Входит в состав кантона Вовиллер. Округ коммуны — Люр.
Код INSEE коммуны — 70013.

## География
Коммуна расположена приблизительно в 300 км к востоку от Парижа, в 85 км севернее Безансона, в 40 км к северу от Везуля.
На юге коммуны протекает река Коне и проходит канал Вог. Северная часть территории коммуны покрыта лесами.

## Население
Население коммуны на 2010 год составляло 81 человек.
| 1962 | 1968 | 1975 | 1982 | 1990 | 1999 | 2010 |
| ---- | ---- | ---- | ---- | ---- | ---- | ---- |
| 186  | 158  | 115  | 99   | 107  | 106  | 81   |

## Экономика
В 2010 году среди 50 человек трудоспособного возраста (15—64 лет) 31 были экономически активными, 19 — неактивными (показатель активности — 62,0 %, в 1999 году было 51,7 %). Из 31 активных жителей работали 29 человек (16 мужчин и 13 женщин), безработных было 2 (0 мужчин и 2 женщины). Среди 19 неактивных 5 человек были учениками или студентами, 6 — пенсионерами, 8 были неактивными по другим причинам.